# Megaselia angustiata
Megaselia angustiata är en tvåvingeart som beskrevs av Schmitz 1936. Megaselia angustiata ingår i släktet Megaselia och familjen puckelflugor. Inga underarter finns listade i Catalogue of Life.